# 芬德 (阿肯色州)
芬德（英語：Fender）是位於美國阿肯色州蘭道夫縣的一個非建制地區。該地的面積和人口皆未知。

## 地理
芬德的座標為36°10′30″N 90°53′45″W / 36.17500°N 90.89583°W，而該地的平均海拔高度為84米（即276英尺）。